# Acanthopagrus palmaris
Acanthopagrus palmaris es una especie de peces de la familia Sparidae en el orden de los Perciformes.

## Morfología
• Los machos pueden llegar alcanzar los 40 cm de longitud total.

## Hábitat
Vive en las aguas costeras y a menudo entra en los estuarios.

## Distribución geográfica
Se encuentra en las  costas del noroeste de Australia.